# 阿基利西·波希瓦
萨穆埃拉·阿基利西·波希瓦（1941年4月7日—2019年9月12日），是一名湯加民主活動家和政治人物、友好群島民主黨黨魁。2014年起擔任汤加首相，是當地第一位平民首相。
波希瓦也是汤加立法会年資最高的議員，自1987年出任。